# Raymond Washington
Raymond Lee Washington (14 de agosto de 1953 - 9 de agosto de 1979) foi um gangster americano, conhecido como o fundador da gangue Crips em Los Angeles, Califórnia.
Washington formou o Crips como uma pequena gangue de rua no final dos anos 1960 na região de South Central Los Angeles, tornando-se um proeminente chefe do crime local. Em 1971, Washington formou uma aliança com Stanley Williams, estabelecendo os Crips como a primeira grande gangue de rua afro-americana em Los Angeles, e serviu como um dos co-líderes. Em 1974, Washington foi condenado por roubo e recebeu uma sentença de cinco anos de prisão, durante a qual sua liderança e influência nos Crips diminuíram. 
Em 9 de agosto de 1979, Washington foi assassinado em um tiroteio logo após sua libertação da prisão.